# Thomisus mimae
Thomisus mimae es una especie de araña cangrejo del género Thomisus, familia Thomisidae. Fue descrita científicamente por Sen & Basu en 1963.

## Distribución
Esta especie se encuentra en India.